# Consulta sobre el canvi del nom de Sant Carles de la Ràpita
La consulta sobre el canvi del nom de Sant Carles de la Ràpita va ser una consulta popular duta a terme per l'Ajuntament de la Ràpita el 12 d'octubre de 2021. Va resultar majoritària l'opció de canviar a «La Ràpita», enfront del manteniment del nom oficial, però sense arribar al llindar mínim establert perquè es considerés vinculant.

## Antecedents
La Ràpita era el nom de la localitat des de l'edat mitjana fins al segle xviii, quan es va canviar a «San Carlos» arran la construcció d’un port i un canal per connectar la badia dels Alfacs amb el riu Ebre impulsat pel rei Carles III d'Espanya. Va passar a dir-se «Sant Carles de la Ràpita» en la Segona República Espanyola.
Es tractava de la tercera consulta popular celebrada durant l'alcaldia de Josep Caparrós i Garcia. La primera es va celebrar el maig de 2016 i tractava sobre l'ús dels locals situats als baixos del Parc de Garbí. La segona, el juliol de 2017, va ser sobre els pressupostos participatius. En els dos casos, la participació fou molt baixa, amb el 8,6% i el 3,1% del cens respectivament.

## Votació
La consulta es tracta d'una consulta popular no referendària d'iniciativa institucional d'àmbit local per sotmetre a la consideració de la ciutadania el canvi de nom del municipi que fou anunciada al Diari Oficial de la Generalitat de Catalunya el 26 d'agost de 2021. La pregunta que es va sotmetre a votació era «Quin nom oficial prefereixes per al teu municipi?» i les opcions de resposta eren binàries: optar per mantenir l'statu quo, «Sant Carles de la Ràpita», o recuperar el nom original de «La Ràpita». La campanya institucional de la votació va ser del dia 20 de setembre a l’11 d'octubre de 2021.
Hi van poder votar tots els empadronats majors de setze anys i, tot i que el resultat no era pas vinculant jurídicament, els diferents grups municipals van arribar a un acord que es van comprometre a respectar l'opció que obtingués el suport de més del 20% del cens de votants potencials. Els quatre partits polítics amb representació al Ple de l'Ajuntament, Esquerra Republicana de Catalunya (ERC), Junts per Catalunya (JxCAT), el partit independent Partit Més Ràpita (mR) i el Partit dels Socialistes de Catalunya (PSC) van fer una crida a la participació.
La votació es va celebrar sense incidents i amb una participació del 26,72% del cens. L’opció guanyadora fou el canvi del nom del poble per «La Ràpita», amb el 68,25% dels vots vàlids, la qual cosa representava només un 18% del cens de votants potencials, resultat no vinculant en no superar el llindar mínim del 20% fixat per l'Ajuntament.

## Conseqüències
En no haver-se assolit el llindar mínim fixat de participació per esdevenir el resultat vinculant, la decisió de validar o no el resultat de la votació quedà en mans del ple municipal després d'un període de dos mesos a partir de la consulta.
El 26 de novembre de 2021, el ple de l'Ajuntament va aprovar per majoria el canvi de nom del municipi de Sant Carles de la Ràpita, que passarà a ser la Ràpita. Dels setze regidors que del ple, els deu regidors d'Esquerra Republicana i la regidora no adscrita Francina Molina van votar a favor mentre que la resta de l'oposició (Junts, PSC i Més Ràpita) van votar en contra per coherència amb l'acord pres sobre el llindar mínim, i perquè interpreten el 73% d'abstenció com un desinterès general de la població. El canvi és oficial des del 10 de febrer de 2022, data en què el DOGC publicà la resolució que li donava conformitat.
El DOGC del 2 de setembre de 2022 publicava un anunci de l'Ajuntament de la Ràpita pel qual iniciava l'expedient de canvi de denominació dels nuclis urbans de Sant Carles de la Ràpita i el disseminat Sant Carles de la Ràpita. El nom d'ambdós es canviava per la Ràpita.

## Referència
1. 1 2 3  «Votació per decidir si es canvia el nom de Sant Carles de la Ràpita».   VilaWeb, 11-10-2021. Arxivat de l'original el 2021-10-11. [Consulta: 12 octubre 2021].
2. ↑  324cat. «Sant Carles de la Ràpita o la Ràpita? Els veïns voten avui si canvien el nom oficial», 12-10-2021. Arxivat de l'original el 2021-10-12. [Consulta: 12 octubre 2021].
3. ↑  Aguaita.cat. ««I tu, d'on ets?»: Sant Carles de la Ràpita decidix el futur del nom del poble | Aguaita.cat». Arxivat de l'original el 2021-10-11. [Consulta: 12 octubre 2021].
4. 1 2  Aguaita.cat. «Guanya l'opció de l'ús mixt a la consulta sobre els locals del parc de Garbí de la Ràpita | Aguaita.cat». Arxivat de l'original el 2021-10-28. [Consulta: 12 octubre 2021].
5. 1 2  Aguaita.cat. «La remodelació de l'avinguda dels Esports guanya als pressupostos participatius rapitencs | Aguaita.cat». Arxivat de l'original el 2021-10-28. [Consulta: 12 octubre 2021].
6. 1 2  «ANUNCI sobre consulta popular no referendària d'iniciativa institucional d'àmbit local per sotmetre a la consideració de la ciutadania el canvi de nom del municipi.».   Diari Oficial de la Generalitat de Catalunya, 26-08-2021. Arxivat de l'original el 2022-03-07. [Consulta: 16 octubre 2021].
7. ↑  Nuñez, Ivet «Consulta a Sant Carles de la Ràpita per decidir el futur del nom del poble». El Món, 11-10-2021. Arxivat de l'original el 2021-10-11 [Consulta: 12 octubre 2021].
8. ↑  NacióDigital. «Sant Carles de la Ràpita farà una consulta per decidir el nom oficial del municipi | NacióDigital». Arxivat de l'original el 2021-10-29. [Consulta: 12 octubre 2021].
9. ↑  ACN. «Caparrós admet que la consulta de la Ràpita no ha arribat al 20% vinculant però creu que el resultat "és clar"». [Consulta: 16 octubre 2021].
10. ↑  «La Ràpita engega la campanya institucional per incentivar la participació dels rapitencs i rapitenques en la consulta ciutadana per decidir el nom oficial del poble», 16-09-2021. Arxivat de l'original el 2021-10-12. [Consulta: 12 octubre 2021].
11. ↑  «L'oposició demana acatar el resultat de la consulta sobre el nom de Sant Carles de la Ràpita». Arxivat de l'original el 2021-10-16. [Consulta: 16 octubre 2021].
12. ↑  «Aprovat al ple el canvi de nom de Sant Carles de la Ràpita per la Ràpita». Arxivat de l'original el 2021-11-27. [Consulta: 27 novembre 2021].
13. ↑  NacióDigital. «Ja és oficial: la Ràpita esborra «Sant Carles» del nom oficial | NacióDigital». Arxivat de l'original el 2021-11-27. [Consulta: 27 novembre 2021].
14. ↑  «RESOLUCIÓ PRE/215/2022, de 4 de febrer, per la qual es dona conformitat al canvi de nom del municipi de Sant Carles de la Ràpita, que passa a denominar-se la Ràpita.».   Diari Oficial de la Generalitat de Catalunya, 10-02-2022. Arxivat de l'original el 2022-02-10. [Consulta: 10 febrer 2022].
15. ↑  «DOGC, ANUNCI pel qual s'inicia l’expedient de canvi de denominació dels nuclis urbans de Sant Carles de la Ràpita i disseminat Sant Carles de la Ràpita.».   Diari Oficial de la Generalitat de Catalunya, 02-09-2022. [Consulta: 2 setembre 2022].